# BGL Luxembourg Open 2016
Il BGL Luxembourg Open 2016 è stato un torneo di tennis giocato sul cemento indoor. È stata la 26ª edizione del BGL Luxembourg Open, che fa parte della categoria WTA International nell'ambito del WTA Tour 2016. Si è giocato a Lussemburgo, in Lussemburgo, dal 17 al 22 ottobre 2016.

## Partecipanti WTA

### Teste di serie
| Nazionalità | Giocatore          | Ranking* | Testa di serie |
| ----------- | ------------------ | -------- | -------------- |
| Rep. Ceca   | Petra Kvitová      | 11       | 1              |
| Danimarca   | Caroline Wozniacki | 22       | 2              |
| Paesi Bassi | Kiki Bertens       | 23       | 3              |
| Francia     | Caroline Garcia    | 25       | 4              |
| Germania    | Laura Siegemund    | 29       | 5              |
| Giappone    | Misaki Doi         | 31       | 6              |
| Canada      | Eugenie Bouchard   | 45       | 7              |
| Svezia      | Johanna Larsson    | 47       | 8              |

* Ranking al 10 ottobre 2016.

### Altre partecipanti
Le seguenti giocatrici hanno ricevuto una Wildcard per il tabellone principale:
- Océane Dodin
- Mandy Minella
- Francesca Schiavone

Le seguenti giocatrici sono passate dalle qualificazioni:

- Lauren Davis
- Kristýna Plíšková
- Tereza Smitková
- Carina Witthöft

## Campionesse

### Singolare
Monica Niculescu ha sconfitto in finale  Petra Kvitová con il punteggio di 6–4, 6–0.
- È il terzo titolo in carriera per Niculescu, primo in stagione.

### Doppio
Kiki Bertens /  Johanna Larsson hanno sconfitto in finale  Monica Niculescu /  Patricia Maria Tig con il punteggio di 4–6, 7–5, [11–9].